# Арлекін

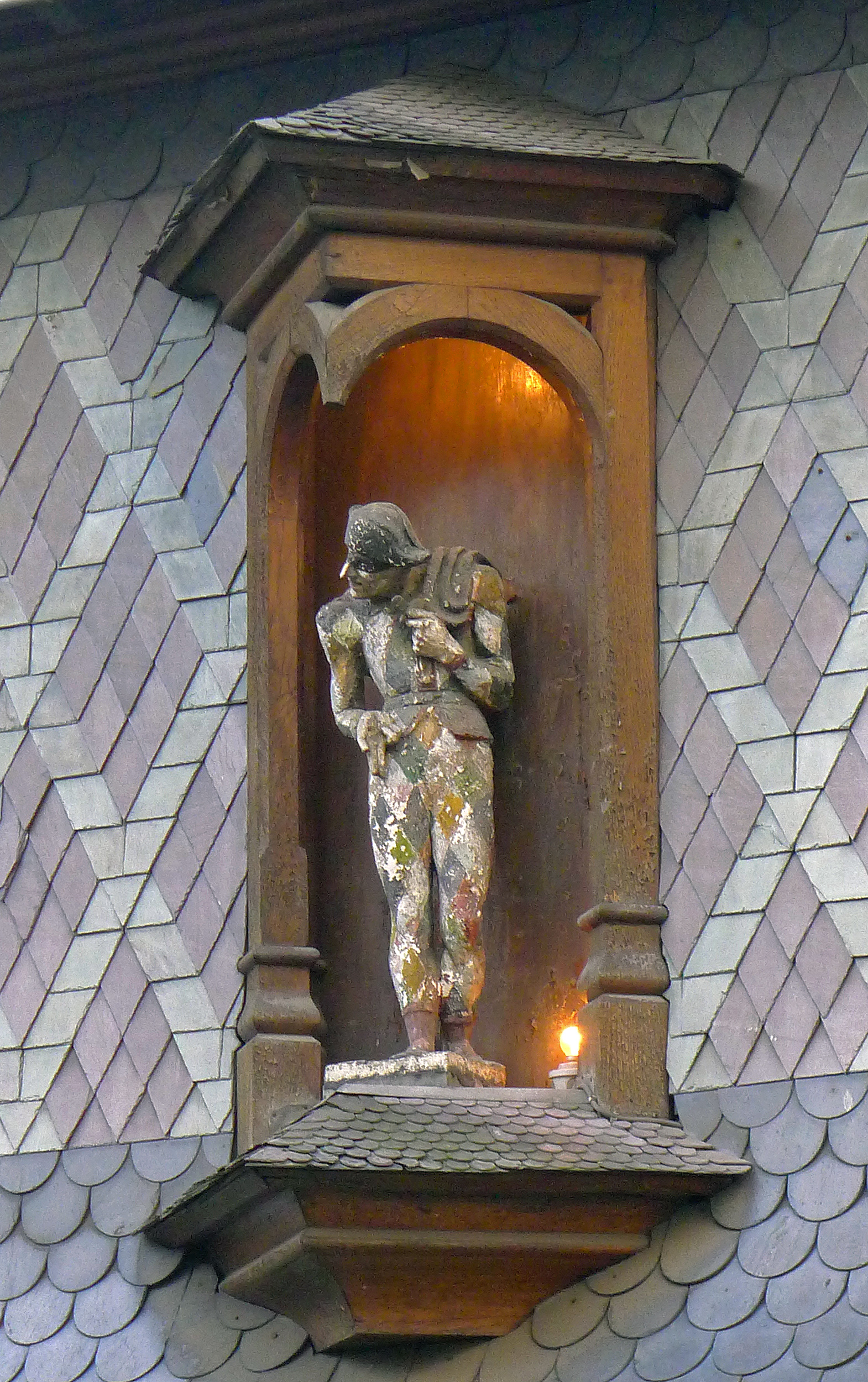
Скульптура Арлекіна на будинкові. Анжер, Франція

Арлекі́н (італ. Arlecchino) — персонаж італійської Commedia dell'Arte (комедії масок), спритний і винахідливий слуга. Відомий також під іншими іменами, наприклад, Труфальдіно.

## Походження назви

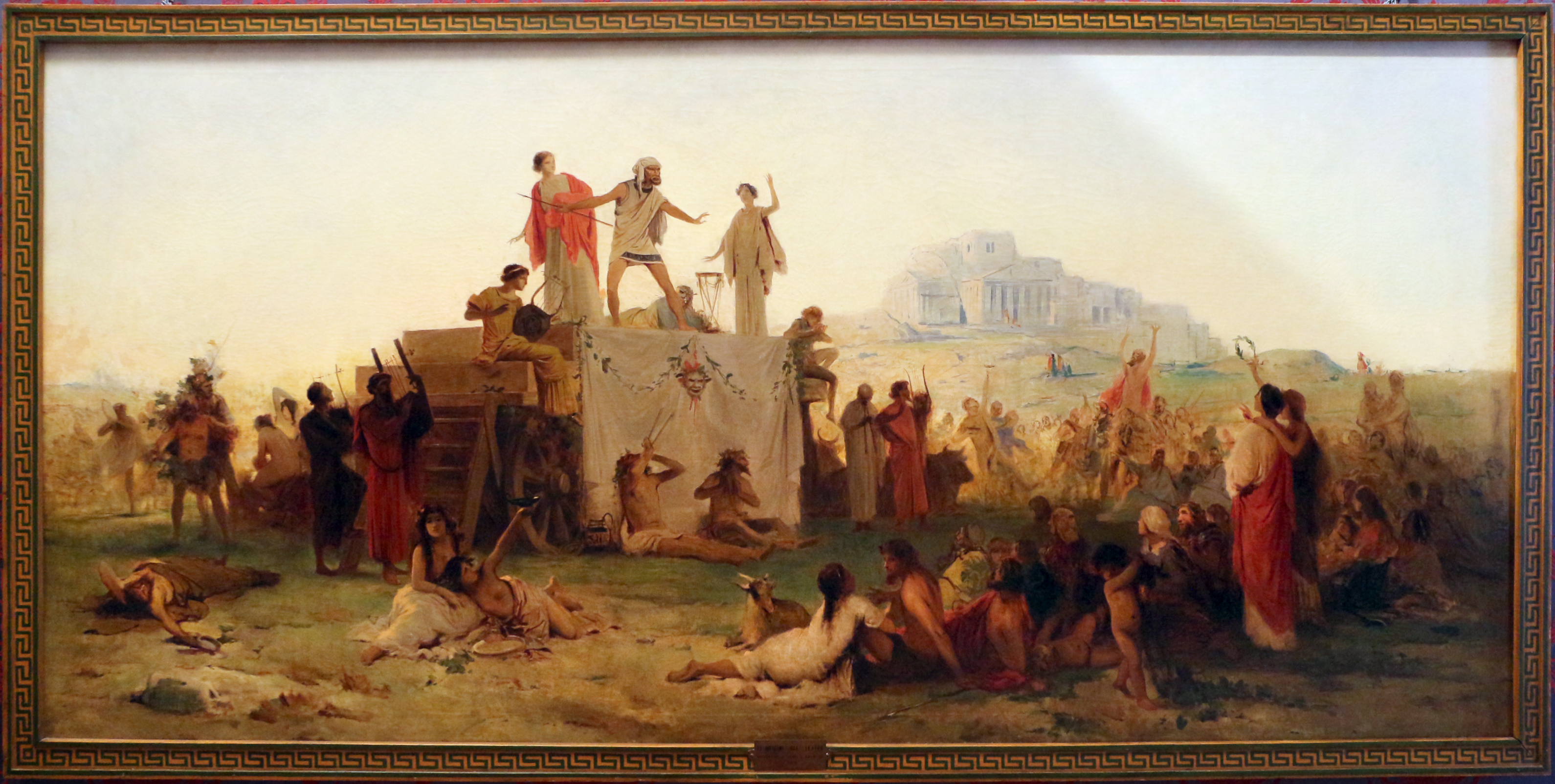
Худ. Джузеппе Бертіні. «Вистава акторів ателланів», 1862 р. Музей театра Ла Скала, Мілан.

Назва має коріння в імперії Стародавнього Риму. На свята в Рим запрошували сатиричних акторів з міста Ателла, а самих акторів називали «ателлани», тобто мешканці міста Ателли. «Арлекін» — викривлена назва від «ателлен», в італійській мові має вид Арлекіно, у французів — Арлекін.
Історія

## Арлекін в середньовічних уявленнях
Театральні вистави і актори в середньовічних уявленнях — персонажі гріховодники. В середньовічних джерелах Франції Арлекін (також Еллекен - ймовірно, походить від старофранцузького hellequin – «загін вершників диявола») явлений як ватажок дияволів, воїнства пекла і спокусників, що працювали над створенням хаосу, негараздів, штовхали вірян до грішних вчинків. Про диявольське походження Арлекіна свідчило обличчя, вимазане чорною сажею або чорна маска.

## Арлекін як театральний персонаж

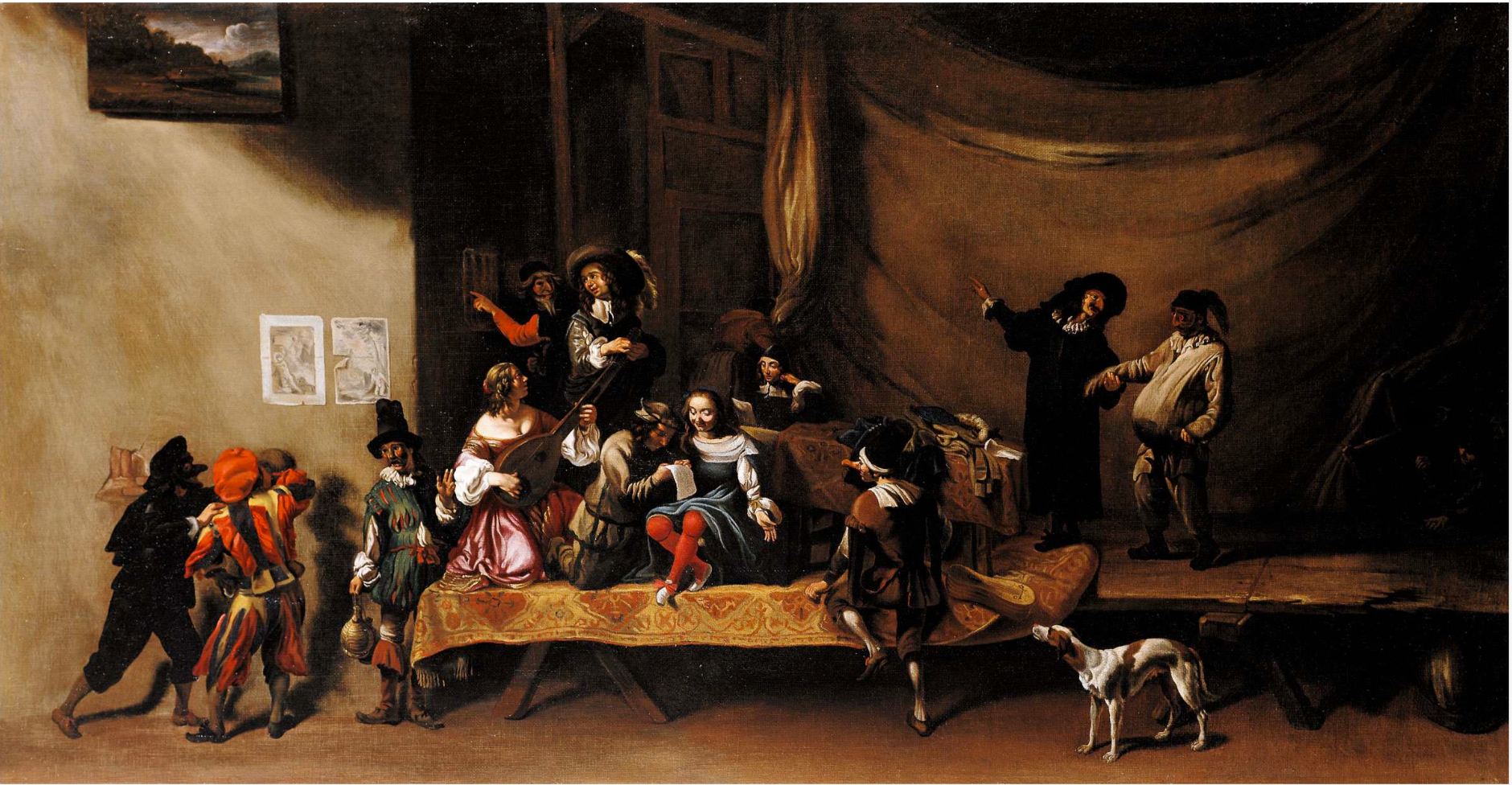
Мікеланджело Черквоцці. «Репетиція комедії дель арте», до 1640 р. Галерея Канессо, Париж

Вистави комедії дель арте нечасто мали готові тексти, була позначена лише сюжетна лінія, тоді як акторам в ролі дозволяли багато імпровізувати. Доволі швидко Арлекін став відігравати роль телепня-слуги як і слуга Брігелла. Обидва веселуни, але тупувато-мрійливий та неосвічений Арлекін мав меншу вдачу, ніж слуга Брігелла чи той же П'єро.
Мінявся і костюм та образ Арлекіна. Він став носити коротке волосся як селюк з провінції та дерев'яний меч. Вважають, що ім'я Арлекін закріпилося за театральним персонажем у Парижі, де комедія дель арте закріпилась в культурі. Тамтешнє походження мали і його капелюх з пером та одяг з різнокольорових клаптів тканин. Костюм Арлекіна міг бути і білим, і лише на декотрих місцях виблискували нашиті яскраві заплати. Залишилась і чорна півмаска, що нагадувала про диявольське походження персонажа.

## Арлекін в серії картин Ферретті
Саме цей образ мав походження і в театральних виставах самодіяльних акторів у Флоренції на віа дель Арка у 18 столітті. Малий флорентійський театрик підтримували як самі флорентійці, так і шляхетний Ораціо Санседоні з міста Сієна. Веселі вистави з витівками Арлекіна настільки сподобались сієнцю Ораціо Санседоні, що він замовив художнику Джованні Доменіко Ферретті серію картин з зображенням сцен з цим театральним персонажем. Серед них художник і подав в одній картині пришелепкуватого Арлекіна-кухаря, що жадібно кинувся готувати їжу, забувши про все на світі.
Більш кумедним, ніж в сцені куховарства, постаїв він в картині «Арлекін-художник». Він оголосив себе портретистом і до нього в майстерю завітала тендітна пані з замовою на портрет. Арлекін кинувся аврально наповнювати фарбами великі горщики, бо зажадав прибутків. Відсутність палітри його не бентежила, як і відсутність художніх навичок. Арлекін швидко накидав фарби на полотно просто з горщиків, вважаючи, що швидкість і бажання скоро впоратись йому допоможуть. Але не спрацювало — замість тендітної пані на полотні виникла потворна істота з завеликим ротом і велетенським бюстом... Серія картин Ферретті розійшлась у низці копій та нових інтерпретацій інших художників. Згодом виник і жіночий варіант пришелепкуватої Арлекіни.

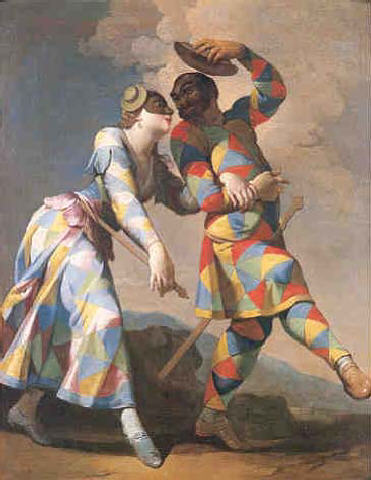
Джованні Доменіко  Ферретті. «Арлекін як вдалий пан» (Арлекін і Арлекіна)
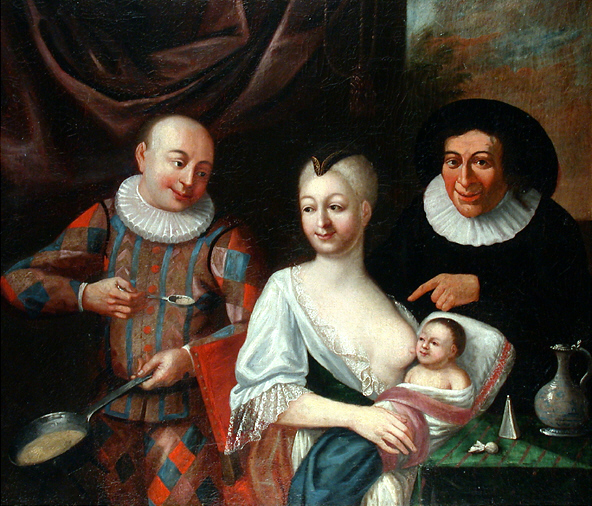
Анонім з Фландрії. «Родина Арлекіна», 18 ст.
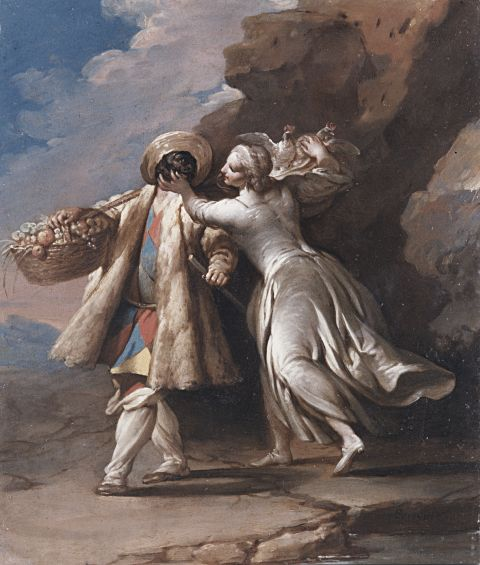
Джованні Доменіко Ферретті. «Арлекін-провінційний селюк»
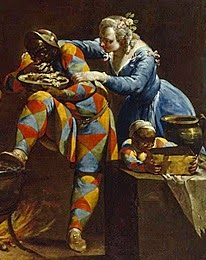
Джованні Доменіко Ферретті. «Арлекін-ненажера»
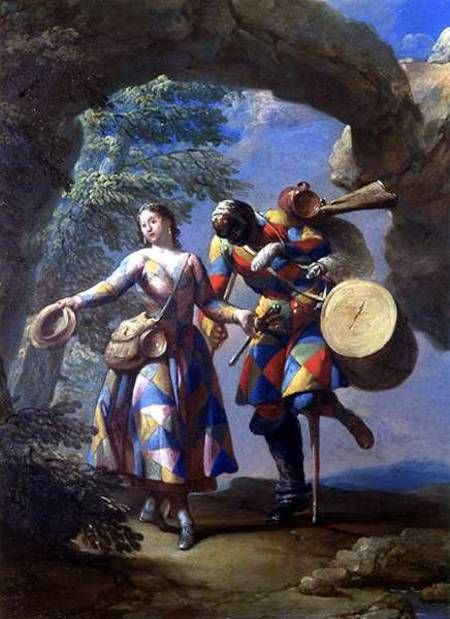
Джованні Доменіко Ферретті. «Арлекін-невдалий вояк», перша половина  18 ст. (до 1751 р.), Прато, палаццо дельї Альберті, Італія.

Витівки Арлекіна приваблювали і інших художників і граверів впродовж 17-19 століть. Веселий персонаж, позбавлений диявольського походження, перейшов в порцеляну, у книжкову та станкову гравюру, на афіші і плакати, в балет, в міську скульптуру.

## В 19 ст.
У Франції Арлекін в 19 ст. став образом щасливого коханця на протилежність нещасливому образу П'єро.
Одяг Арлекіна — чорна півмаска та костюм із різнокольорових клаптів матерії.

## Арлекін в творах Аугусто Мурера
Свою інтерпретацію образа Арлекіна подав у власних творах італійський скульптор 20 ст. Аугусто Мурер (1922-1985). З відомим театральним персонажем Арлекін Мурера мав лише яскравий одяг. Скульптор зробив спробу перевести Арлекіна в значущу особу за межами театрального жартівника, персонажа поза лаштунками, коли нема необхідності веселити публіку, а є можливість актора жити реальним життям, коли життя не може подобатись щодня. Арлекін у Мурера напружено думає, шукає втіхи, реальність постирала усмішки з його обличчя, він і помирає, як призабутий публікою і приятелями актор.
Артистична незакінченість притаманна малюнкам скульптора Мурера. Так, незвичним звертанням до композицій уславленого Мікеланджело да Караваджо став малюнок Мурера «Смерть Арлекіна», де повторена композиція уславленої картини Караваджо « Смерть Марії », але в інших реаліях (чи то театральних, чи то циркових). Арлекін — веселий і прудкий персонаж італійського театру. Але в композиції несподівано подана смерть жартівника, що б'є по свідомості сучасного глядача і навіює різні думки про скороминущість і театральної вистави, і про скороминущість людського життя.

## Використання імені
На честь Арлекіна названо ігрового персонажа популярної китайської гача-гри Genshin Impact, який вийшов у квітні 2024 року.

## У мистецтві

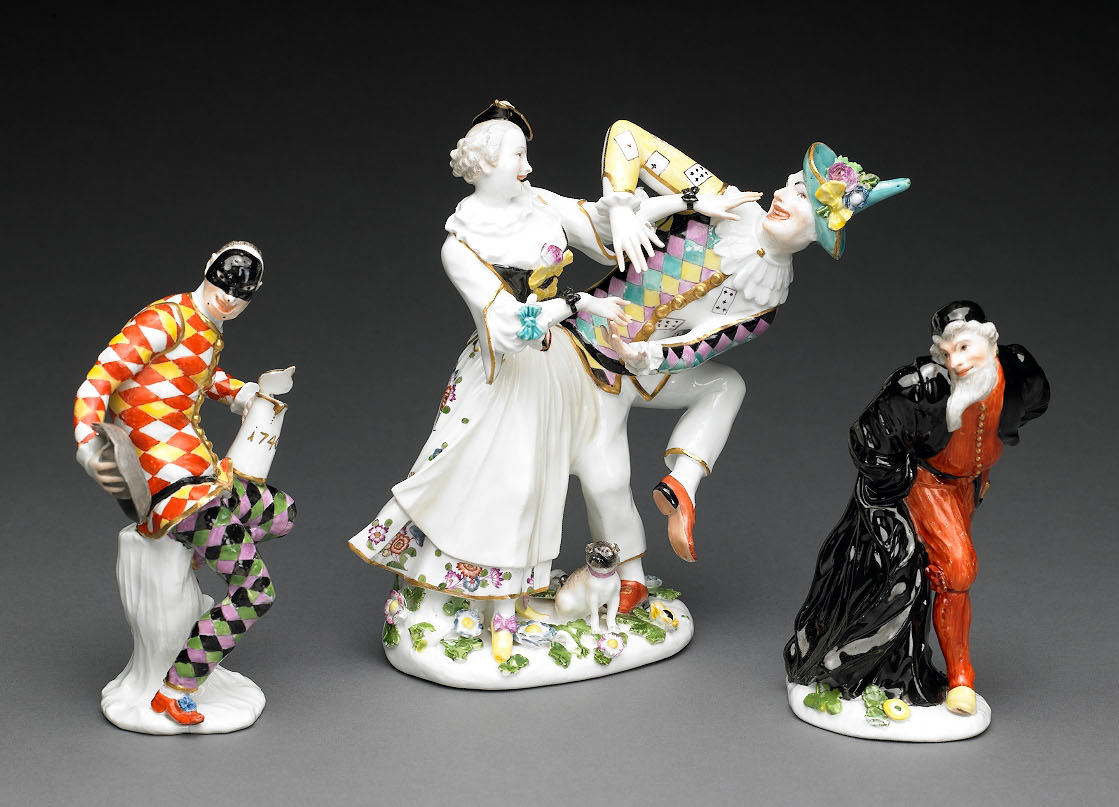
Ск. Йоган Йоахим Кендлер. «Арлекін та інші персонажі комедії дель арте», Майсенська порцеляна, бл. 1740 р.. Художній музе (Бірмінгем)

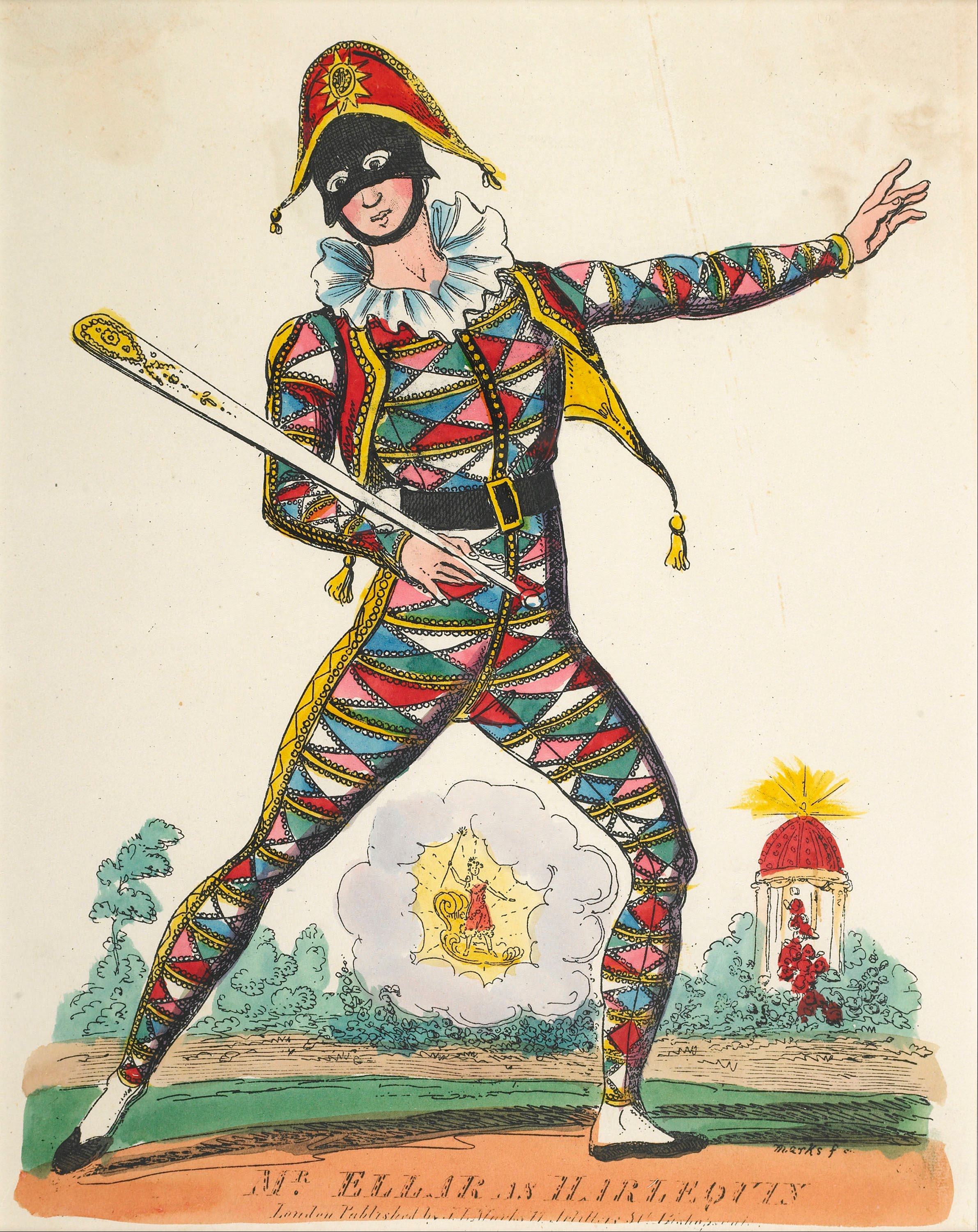
Містер Ельяр в ролі Арлекіна, гравюра, до 1839 р.

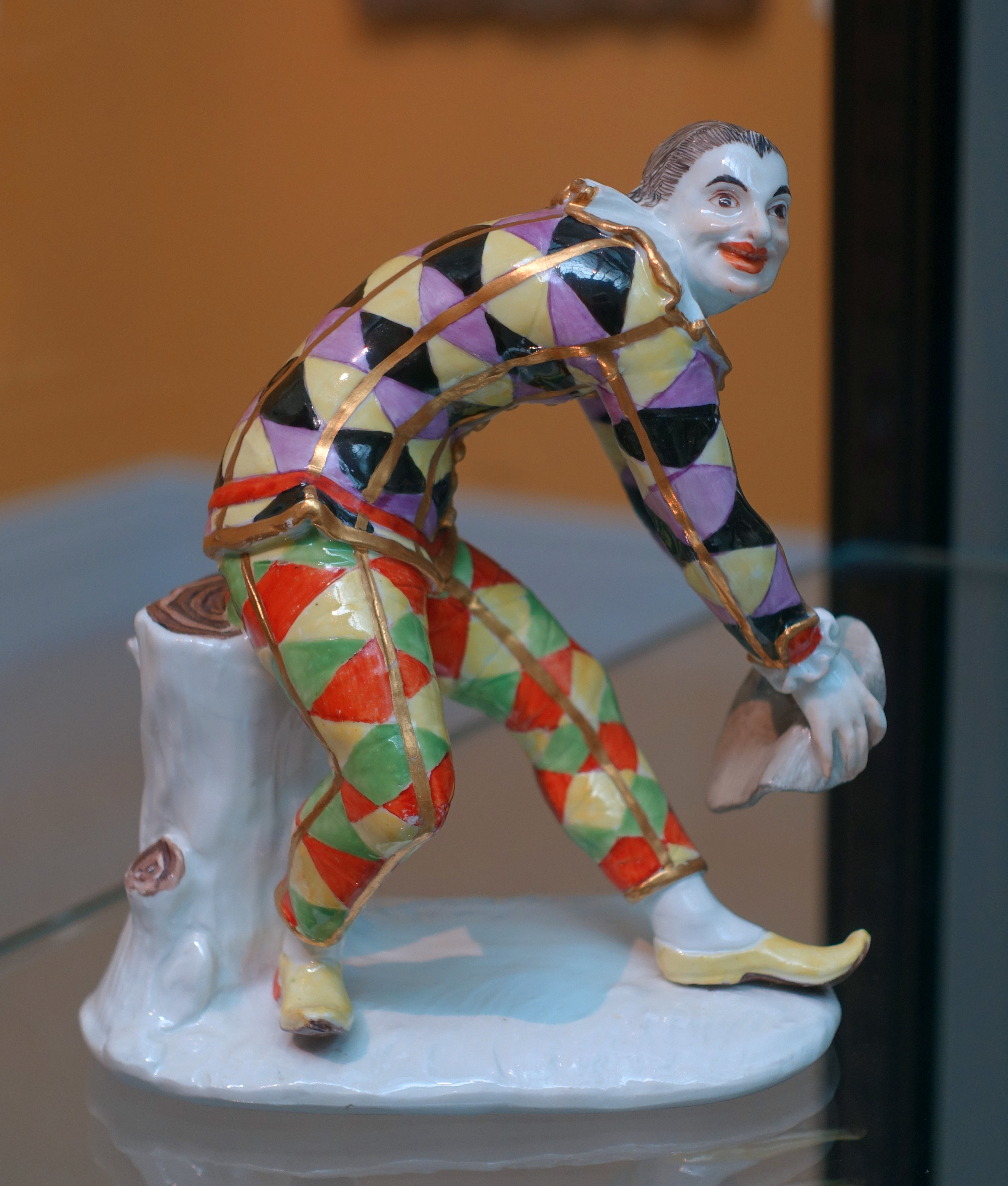
Ск. Йоган Йоахим Кендлер. «Арлекін», Майсенська порцеляна, бл. 1740 р.
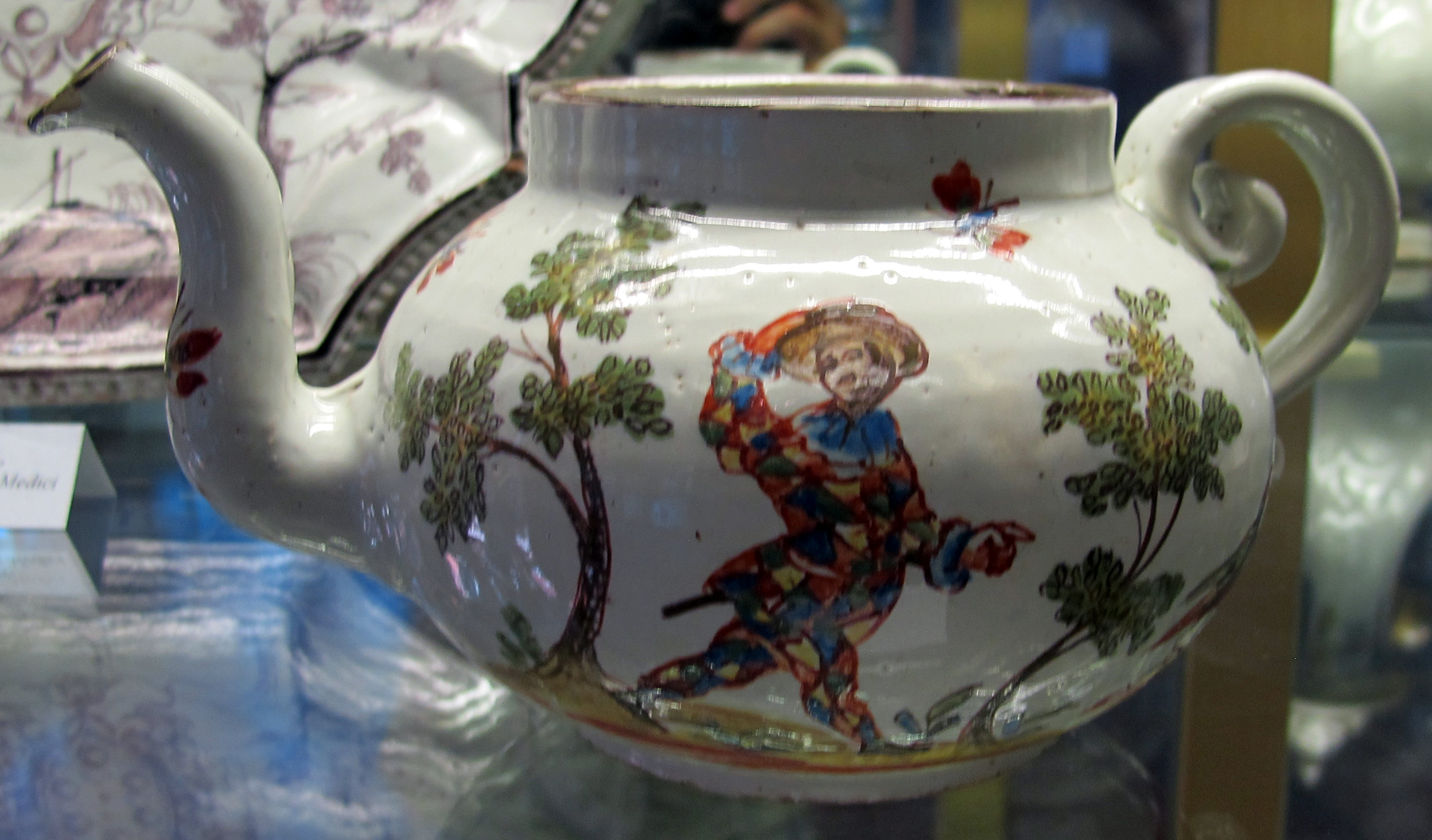
Арлекін в декорі чайника, 18 ст. Лоді, Італія.
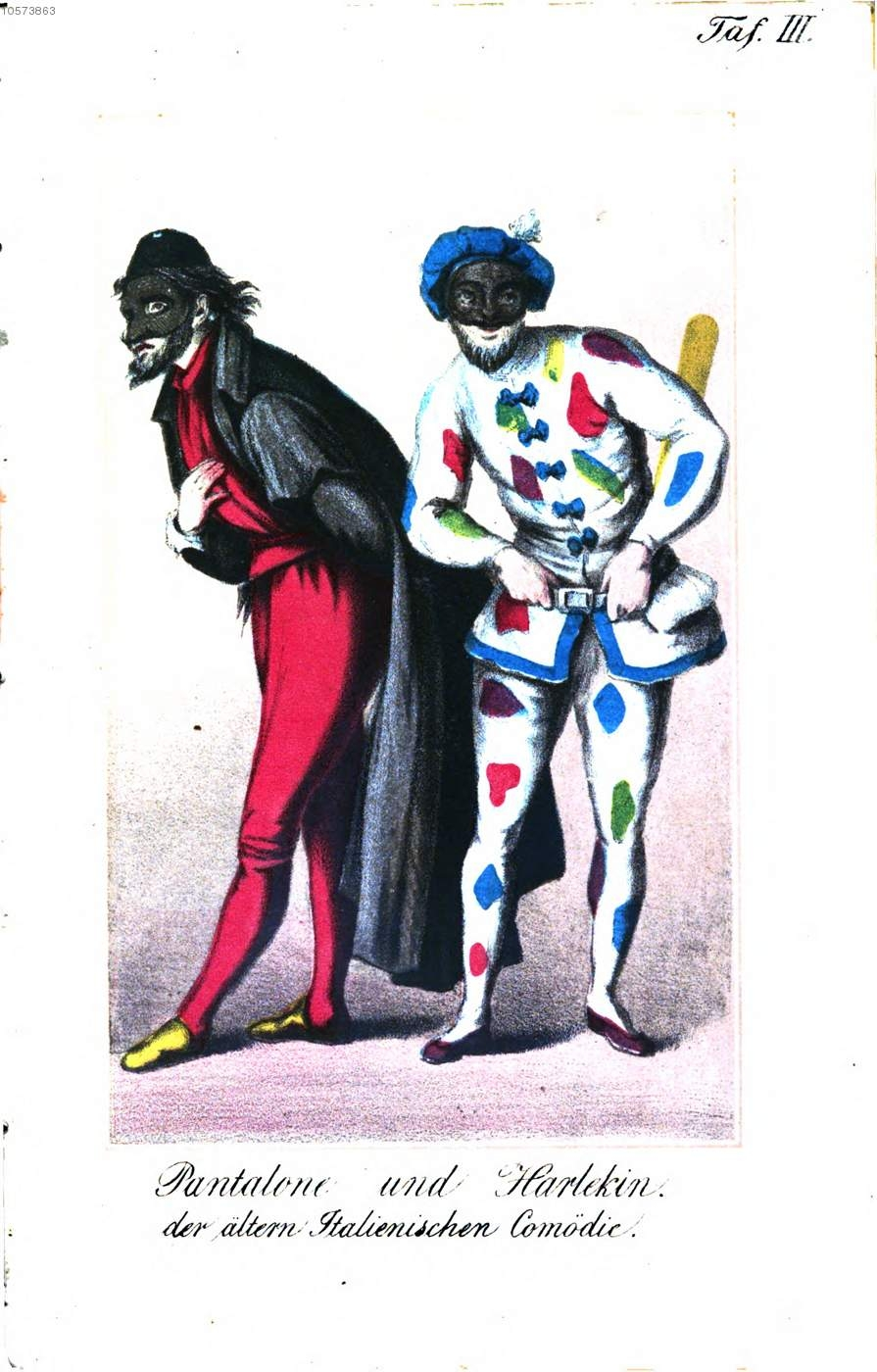
Персонажі пантоміми. бл. 1862 р.
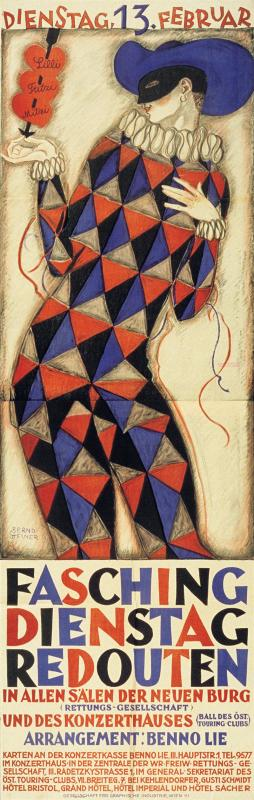
Худ.Бернд Штейнер (Bernd Steiner 1884–1933), кольорова літографія  «Арлекін», 1923 р., Відень
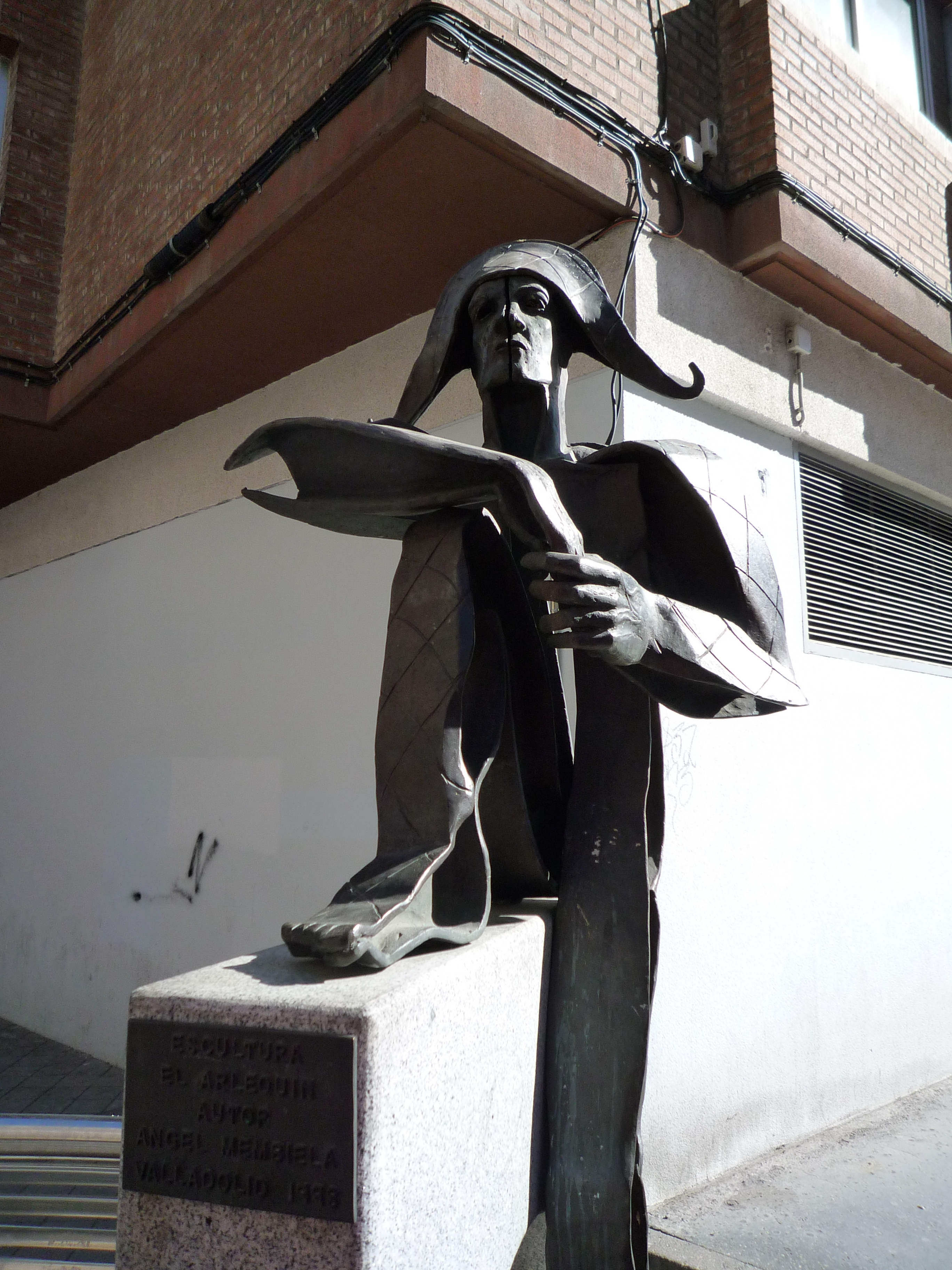
Вальядолід, Іспанія. Ск. Ангел Мембьєла, «Арлекін» на вуд. Сімона Аранда
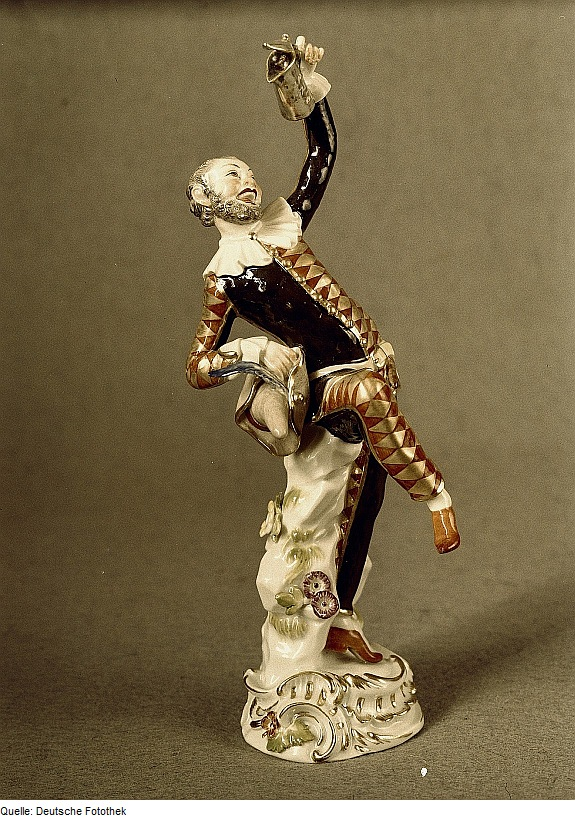
Ск. Ріхард Петер. «Арлекін з кухлем пива», Майсенська порцеляна до 1970 р.